# Rocket Lab Launch Complex 1
Rocket Lab Launch Complex 1 nebo Mahia Launch Complex je komerční kosmodrom využívaný firmou Rocket Lab, pro starty své rakety Electron. Nachází se na poloostrově Mahia na východní pobřeží Nového Zélandu. Aktuálně jsou na tomto kosmodromu dvě rampy, jedna aktivní rampa LC-1A a jedna rampa ve výstavbě LC-1B. První start z rampy LC-1A se uskutečnil 25. května 2017, od té doby se z této rampy uskutečnilo dalších 11 startů.

## Seznam startů

### LC-1A
- „It's a Test“ (25. května 2017)
- „Still Testing“ (21. ledna 2018) [2]
- „It's Business Time“ (11. listopadu 2018) [3]
- „This One's For Pickering“ (16. prosince 2018)
- „Two Thumbs Up“ (28. března 2019)
- „That's a Funny Looking Cactus“ (5. května 2019)
- „Make it Rain“ (29. června 2019)
- „Look Ma, No Hands“ (19. srpna 2019)
- „As the Crow Flies“ (17. října 2019)
- „Running Out Of Fingers“ (6. prosince 2019)
- „Birds of a Feather“ (31. ledna 2020)
- „Don't Stop Me Now“ (13. června 2020) [4]
- „Pics or it didn’t happen” (4. července 2020)
- „I Can't Believe It's Not Optical” (31. srpna 2020)
- „In Focus” (28. října 2020)
- „Return to Sender” (20. listopadu 2020)
- „The Owl's Night Begins” (15. prosince 2020)
- „Another One Leaves The Crust” (20. ledna 2021)
- „They Go Up So Fast“ (22. března 2021)
- „Running Out of Toes“ (květen 2021 - plán)